# Janka-liliom
A Janka-liliom (Lilium jankae) az egyszikűek (Liliopsida) osztályának a liliomvirágúak (Liliales) rendjébe, ezen belül a liliomfélék (Liliaceae) családjába tartozó, Janka Viktor botanikusról elnevezett, aranysárga virágú, impozáns növényfaj.

## Előfordulása, élőhelye
A Janka-liliom a Balkán endemikus faja, Bulgáriában, Szerbiában és Romániában fordul elő. Ez utóbbi országban megtalálható például a Kis-Retyezátban vagy a Buila-Vânturariţa Nemzeti Parkban, Erdélyben érve el elterjedésének legészakibb határát. A Természetvédelmi Világszövetség 2011-es Vörös listája szerint a bulgáriai és romániai populációra vonatkozóan nincsenek adatok, a szerbiai 1500 km² terül el és nagyon fragmentált.
A faj a szubalpin zóna havasi törpefenyő (Pinus mugo) és havasi boróka (Juniperus sibirica) alkotta növénytársulásaiban, valamint 1000–2500 m tengerszint feletti magasságú hegyvidéki és a havasi réteken jelenik meg.

## Jellemzői
A Janka-liliom barnásan pontozott, aranysárga virágú, lágyszárú évelő növény.

## Védettsége
Legjelentősebb veszélyeztető tényezők a növény gyűjtése és élőhelyének megváltozása. Mivel a romániai populációra vonatkozó adatok hiányoznak, a faj a Természetvédelmi Világszövetség Vörös listáján adathiányos (Data Deficient) besorolásban szerepel.